# Мария Дмитриевна Московская
Мария Дмитриевна (ум. 15 мая 1399) — вторая дочь великого князя московского Дмитрия Донского от брака с суздальской княжной Евдокией Дмитриевной.

## Биография
Родилась предположительно в начале 1370-х годов.
В 1394 году в Москве вышла замуж за литовского князя Лугвения Ольгердовича, став княгиней мстиславской. Лицевой летописный свод рассказывает об этом событии: «В том же году в Москве отдали дочь великого князя Дмитрия Ивановича Донского за князя Лугвена Ольгердовича, внука Гедимина Литовского, в неделю Всех святых месяца июня в 24 день».
С Лугвением у неё было двое сыновей:
1. Юрий Лугвенович (ок. 1396—1460), родоначальник княжеского рода Мстиславских.
2. Мстислав (ок. 1398—?)

Умерла 15 мая 1399 года. 
Лицевой летописный свод сообщает: «привезли её тело и похоронили в Москве в каменной церкви Рождества Пречистой Богородицы».
Полное собрание русских  летопией свидетельствовала: "В лето 6907 (1397) мая 15 преставися Мария Семёновна Лугвениева в Литве, во Мстиславле, сестра великого князя; и привезше положиша на Москве, в Рождестве святые Богородицы в каменном". Возможно, её останки были обнаружены за престолом при ремонте храма в XIX веке.